# 霍斯廷內 (蘇梅區)
50°57′53″N 34°23′35″E / 50.96472°N 34.39306°E
霍斯廷內（烏克蘭語：Гостинне）是位於烏克蘭東北部的村莊，由蘇梅州蘇梅區的米科拉伊夫卡镇级市镇負責管轄。該村處於維爾河右岸，距離米科拉伊夫卡1公里，海拔高度152米，2001年人口108。